# カードキャプターさくら 主題歌コレクション
『カードキャプターさくら 主題歌コレクション』（カードキャプターさくら しゅだいかコレクション）は、テレビアニメ『カードキャプターさくら』の主題歌を集めたコンピレーション・アルバムである。2001年12月19日にビクターエンタテインメントから発売された。2014年にK2HDプロセッシング技術によってハイレゾ音源化され音楽配信サイトで販売されている。

## 概要
オープニング・エンディング主題歌全9曲に、イメージソングや挿入歌の中から3曲をボーナス・トラックとして収録している。ジャケットは藤田まり子の描き下ろし。

## 収録曲
1. Catch You Catch Me [3:45]
歌：グミ
作詞・作曲：広瀬香美、編曲：本間昭光・広瀬香美
『カードキャプターさくら』第1期オープニングテーマ
2. 扉をあけて [4:43]
歌：ANZA
作詞：きくこ、作曲：広瀬香美、編曲：亀田誠治
『カードキャプターさくら』第2期オープニングテーマ
3. プラチナ [4:11]
歌：坂本真綾
作詞：岩里祐穂、作曲・編曲：菅野よう子
『カードキャプターさくら』第3期オープニングテーマ
4. 遠いこの街で [5:02]
歌：皆谷尚美
作詞・作曲：皆谷尚美、編曲：鳥山雄司
『劇場版カードキャプターさくら』主題歌
5. 明日へのメロディー [5:33]
歌：CHAKA
作詞：CHAKA、作曲・編曲：鷺巣詩郎
『劇場版カードキャプターさくら 封印されたカード』主題歌
6. Groovy! [4:17]
歌：広瀬香美
作詞・作曲：広瀬香美、編曲：本間昭光・広瀬香美
『カードキャプターさくら』第1期エンディングテーマ
7. Honey [4:19]
歌：chihiro
作詞・作曲・編曲：chihiro
『カードキャプターさくら』第2期エンディングテーマ
8. FRUITS CANDY [3:39]
歌：こじまめぐみ
作詞：横山武、作曲：上田晃司、編曲：保刈久明
『カードキャプターさくら』第3期エンディングテーマ
9. おかしのうた [3:28]
歌：ケロ＆スッピー（久川綾＆冬馬由美）
作詞：久川綾、作曲・編曲：根岸貴幸
『劇場版ケロちゃんにおまかせ!』主題歌
10. ありがとう（ボーナス・トラック） [5:51]
歌：木之本桜（丹下桜）
作詞：西直紀、作曲：依田和夫、編曲：山本光男
『劇場版カードキャプターさくら 封印されたカード』挿入歌
11. 夜の歌（ボーナス・トラック） [4:16]
歌：大道寺知世（岩男潤子）
作詞：大川七瀬、作曲・編曲：根岸貴幸
『カードキャプターさくら』挿入歌
12. GET YOUR LOVE（ボーナス・トラック） [4:12]
歌：木之本桜（丹下桜）大道寺知世（岩男潤子）佐々木利佳（川上とも子）柳沢奈緒子（本井えみ）三原千春（松本美和）李　苺鈴（野上ゆかな）
作詞：沢木真奈、作曲・編曲：根岸貴幸
『カードキャプターさくら』イメージソング